# Aeroportul Guiglo
Aeroportul Guiglo (IATA: GGO, ICAO: DIGL) este un aeroport din Regiunea Moyen-Cavally, Coasta de Fildeș ce deservește zona Guiglo. A fost numit după zona deservită.
Situat la o altitudine de 209 m, aeroportul dispune de o singură pistă.